# 绒毛取样术

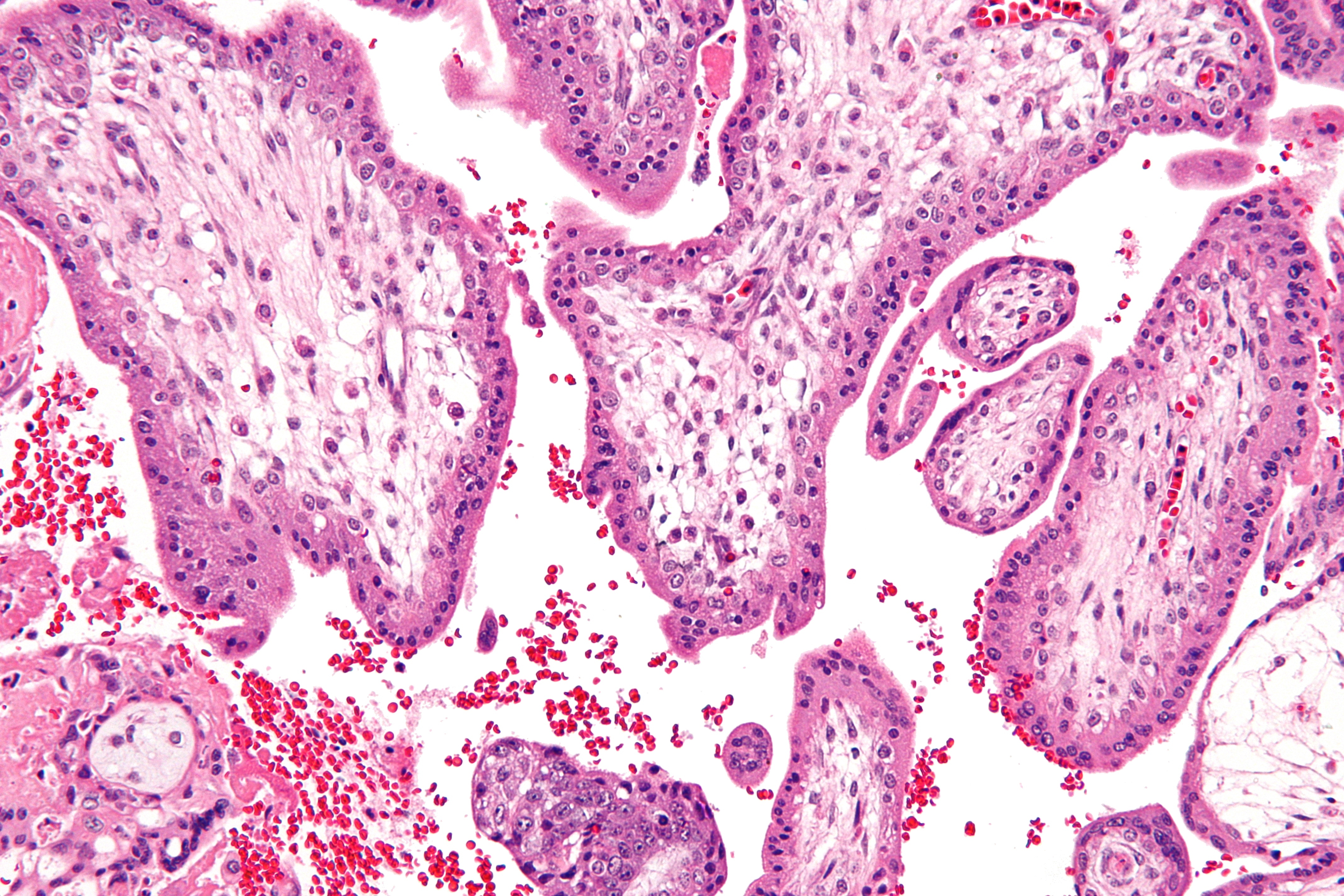
絨毛膜經由蘇木精-伊紅染色後的影像。

绒毛取样术（Chorionic Villus Sampling, CVS），又称绒毛膜取样术，绒毛活检，抽绒毛，是一种检测染色体异常和遗传性疾病的产前检查的方法。绒毛取样术通过抽取胎盘中的一些细胞样本，并进行分析。检查一般是在怀孕10-12周进行，最迟在15周之前。

## 目的
进行细胞遗传诊断，基因分析及先天生化代谢疾病分析

## 方法
绒毛取样的方法是在超声波的引导下，利用细长的针筒经腹部或子宫颈插入子宫，抽取绒毛组织。熟练的医生数分钟内就能完成整个过程。在过程中一般会对孕妇施以局部麻醉。

## 对象
一般以下情况建议进行绒毛取样术：
- 第一孕期筛检后为高危险群，例如后颈部透明带太厚或胎儿结构异常
- 父母任何一方有染色体异常
- 家族有染色体异常或其他遗传性疾病史

## 风险
由于绒毛取样术是创伤性的方法，自然会有一定的风险，主要是导致流产。然而目前并无明确的实验来统计绒毛取样术直接导致流产的风险。而且由于接受检查的群体中有一部分胎儿因先天性疾病而自然流产，所以很难分辨流产是自然原因还是由绒毛取样术所导致。一般估计的风险在0.5%-1%左右，而这很大程度上取决于做检测的医师的经验和技术。
另外有研究报告指出为10周之前的胎儿做此检查会增加胎儿肢体异常的风险。

## 脚注
1. ↑  . 太平洋亲子网.   [2011-07-09]. （原始内容存档于2011-06-23） （中文（中国大陆））.
2. ↑  . 台灣胎兒醫學全球資訊網.   [2011-07-09]. （原始内容存档于2012-07-25） （中文（臺灣））.
3. ↑  . 紐約時報.   [2011-07-09]. （原始内容存档于2011-01-20） （英语）.
4. ↑  . BabyCenter.com.   [2011-07-09]. （原始内容存档于2011-08-11） （英语）.
5. ↑  . 美国疾病控制与预防中心.   [2011-07-09]. （原始内容存档于2011-10-18） （英语）.